# Cham Sūkhteh
Cham Sūkhteh (persiska: قَبرِ مُحَمَّد مُراد, قبر محمّد, Qabr-e Moḩammad Morād, Qabr-e Moḩammad, چم سوخته) är en ort i Iran.   Den ligger i provinsen Lorestan, i den västra delen av landet, 500 km sydväst om huvudstaden Teheran. Cham Sūkhteh ligger 727 meter över havet och antalet invånare är 152.
Terrängen runt Cham Sūkhteh är kuperad åt sydost, men åt nordväst är den bergig. Cham Sūkhteh ligger nere i en dal. Runt Cham Sūkhteh är det ganska tätbefolkat, med 52 invånare per kvadratkilometer. Närmaste större samhälle är Badreh, 18,8 km söder om Cham Sūkhteh. Omgivningarna runt Cham Sūkhteh är i huvudsak ett öppet busklandskap.